# Rank Organisation
The Rank Organisation var ett brittiskt filmbolag, grundat av J. Arthur Rank den 23 april 1937. Företaget ägde bland annat Pinewood Studios utanför London, men gjorde sina filmer även "på plats" och i andra filmstudior, som till exempel Shepperton Studios, med flera. Filmernas inledning anses klassisk – en vältränad man med bar överkropp som slår två slag på en gigantisk gonggong.
Företagsnamnet existerade till den 7 februari 1996, då det överfördes till det nystartade brittiska kasinoföretaget The Rank Group.

## Filmproduktioner i urval
- 1943 – Det började i Berlin
- 1944 – Henrik V
- 1946 – Störst är kärleken
- 1947 – Svart narcissus
- 1948 – De röda skorna
- 1958 – Titanics undergång
- 1961 – Fallet Barret